# Переселення слов'ян на Балкани

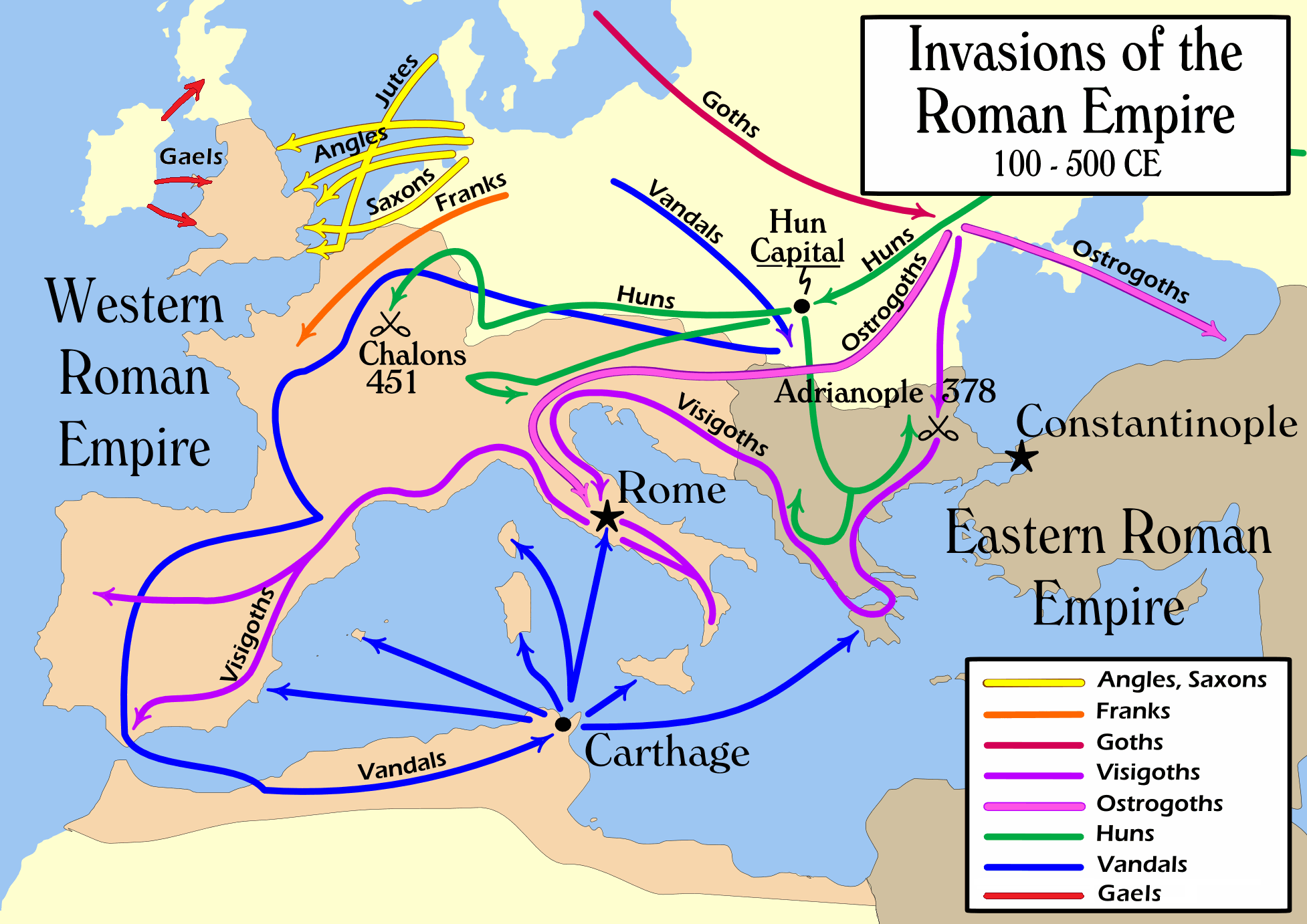
Мапа переселення народів.

Переселення слов'ян на Балканський півострів стало одним з найважливіших міграційних векторів епохи Великого переселення народів. Активна фаза переселення припала на VI-VIII століття. Давні слов'яни проникали на Балкани з північного заходу, тобто спускаючись вниз за течією Дунаю. Велика частина з них потрапила сюди і зі сходу — анти, пізніше тиверці, пройшовши через колишню римську Дакію і форсувавши нижню течію річки в районі Добруджи.

## Історія

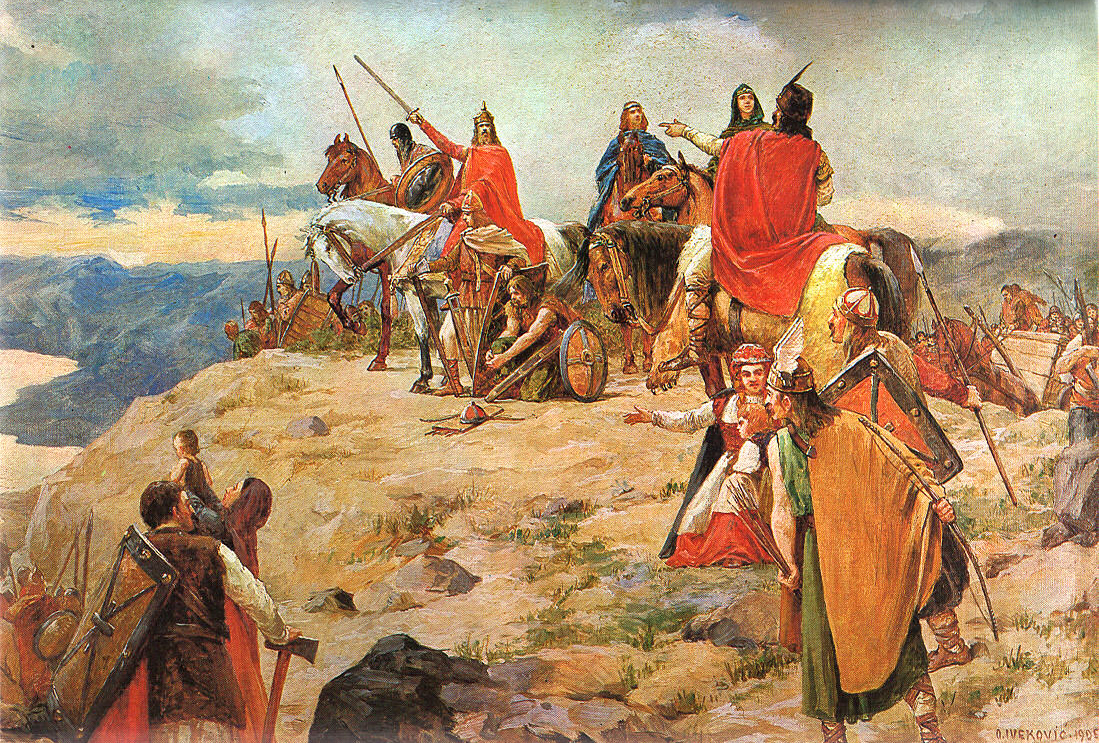
Переселення хорватів на Балкани, 620 рік

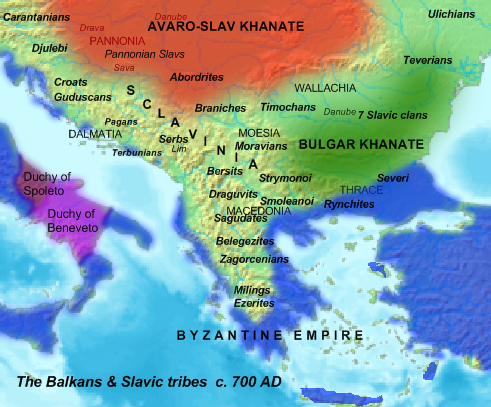
Південні слов'яни приблизно 700 році

За даними археологічних досліджень, слов'яни, що входили до складу Аварського каганату, заселили Середньодунайську низовину не пізніше кінця V століття, поглинувши залишки як гунів та аварів, так і панноно-романського населення. У 530-тих роках слов'яни вже активно форсують Дунай, що служив природною північною межею Східної Римської імперії. У 580-тих роках слов'яни осаджують великі міста імперії. Просування слов'ян проходило у двох основних напрямках. Слов'яни рухалися на південний схід, до Константинополя, Мореї і Македонії. Деякі з них добровільно або насильно опинилися в межах візантійської Малої Азії. Частина з них рухалася в південно-західному напрямку, заселивши Герцеговину, Далмацію, Істрію та східні схили Альп. На початковому етапі свого розселення, слов'яни, як і германці, демонстрували тенденцію до формування власних держав, конфліктуючи з імперською владою. Але до XI століття культурно-релігійна еллінізація торкнулася значної частини південних слов'ян, які були знову включені до складу Візантійської імперії. Таким чином, слов'янська колонізація Східної Римської імперії не супроводжувалася крахом античної римської державності, хоча вона і прискорила її еволюцію у феодальну багатонаціональну грецьку державу, відому як Візантійська імперія.

## Адаптація

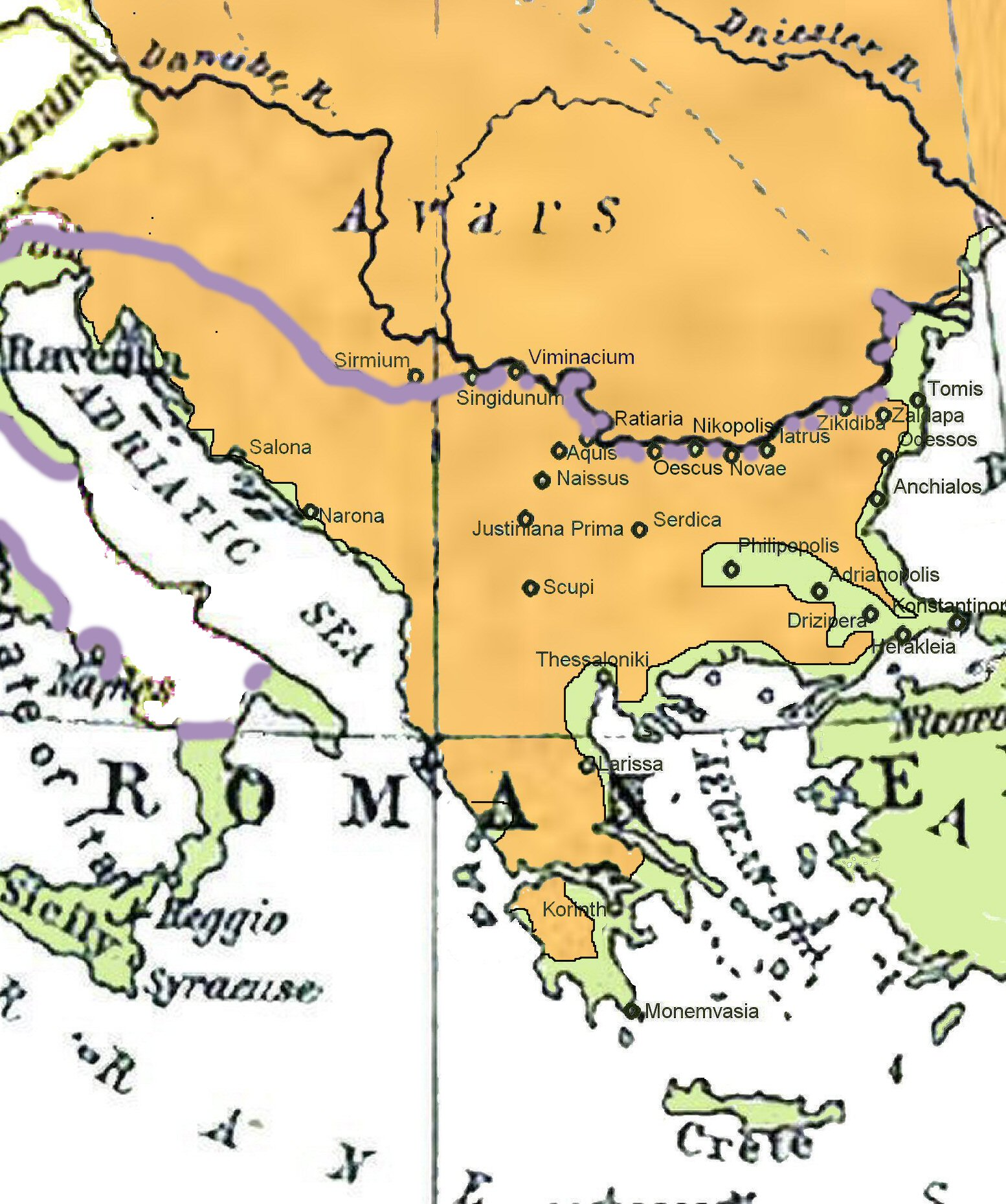
Слов'янські племена (помаранчевий) на Балканах в VII столітті, обмежені номінальною візантійською владою (фіолетова лінія)

Слов'янські нашестя на деякий час зруйнували комунікації у внутрішніх районах Балканського півострова. Так, попри значне скорочення своєї території, Східна Римська імперія не припинила своє існування. Більше, того, грецьке населення приморських міст, що збереглися в підпорядкуванні у василевса, налагодило цілком взаємовигідні контакти з землеробськими слов'янськими племенами, нарешті компактно заселили малоосвоєних внутрішні регіони Балкан. Звичайно, в ході цього процесу до складу слов'янських громад увійшли фракійці, іллірійці, на півночі Балкан кельти, частково волохи та греки, прибулі з Волги булгари. Все це призвело до формування південнослов'янської групи народів, з якої згодом виділилися сучасні слов'янські етноси Балкан. Субстратні впливи інших народів, які проникли під час і після переселення на Балкани, найбільш помітні в етногенезі сучасних сербів, македонців та болгар, менш виражені вони у хорватів і словенців.

## Розквіт і занепад
VII-IX століттях стали апогеєм. У цей період Східна, Центральна Європа та Балкани були єдиним слов'яномовним масивом, в який виявилися включені також волоська і протоалбанська культури. Збережена середньогрецька культура була відтіснена на самий край Балканського півострова, а її ядро перемістилося в Малу Азію. Проте вже в Х столітті германські племена починають поступовий натиск на схід. Переселення угорських племен в саме серце Європи близько 900 року приводить до ізоляції південних слов'ян від західних.